# 七里香
『七里香』（英: Common Jasmine Orange）は、台湾の歌手、周杰倫のアルバム。
2004年8月3日にソニーミュージック台湾からリリースされた。周杰倫の5枚目のスタジオアルバム。
台湾詩人席慕蓉の作品「七里香」の名前を引用する。

## 概要
表題曲「七里香」のＭＶは群馬県高崎市において撮影された、それも田中千絵出演した。「止戦之殤」のピアノはバッハの平均律のテイストがある。「外婆」は金曲奨の結果を不服と祖母に関心について歌。「祖母は微笑んで私を誇り、浅い笑顔が受賞よりも光栄です」と表明する。

## 曲目
| 全作曲: 周杰倫。 |                                        |           |            |       |
| #                | タイトル                               | 作詞      | 作曲・編曲 | 時間  |
| 1.               | 「我的地盤」(俺の縄張り（テリトリー）) | 方文山    | 周杰倫     | 4:02  |
| 2.               | 「七里香」(シルクジャスミン)           | 方文山    | 周杰倫     | 4:57  |
| 3.               | 「藉口」(言い訳)                       | 周杰倫    | 周杰倫     | 4:18  |
| 4.               | 「外婆 ft. 張欣瑜」(祖母)              | 周杰倫    | 周杰倫     | 4:02  |
| 5.               | 「将軍」(チェックメイト)               | 黄俊郎    | 周杰倫     | 3:22  |
| 6.               | 「擱浅」(座礁)                         | 宋健彰    | 周杰倫     | 3:58  |
| 7.               | 「乱舞春秋」(春秋の乱舞)               | 方文山    | 周杰倫     | 4:37  |
| 8.               | 「困獣之斗」(最後の抵抗)               | 劉畊宏    | 周杰倫     | 4:27  |
| 9.               | 「園游会」(フェスティバル)             | 方文山    | 周杰倫     | 4:13  |
| 10.              | 「止戦之殤」(停戦の代償)               | 方文山    | 周杰倫     | 4:34  |
| 合計時間:        | 合計時間:                              | 合計時間: | 合計時間:  | 42:30 |

## 参考資料
1. ↑  “第十六屆金曲獎入圍名單”. 2021年4月9日閲覧。
2. ↑  “SONY不愿与周杰伦“分手” 仍和经理人协调”.   新浪网. 2005年8月16日時点のオリジナルよりアーカイブ。2020年4月25日閲覧。 “周杰伦与新力(台湾SONY)签约后，先后共将《叶惠美》及《七里香》交给新力发行”
3. ↑  (中国語) JVR Music Common Jamsine Orange album info August 3, 2004. Retrieved 2011-04-08
4. ↑  “來看看大家是如何評價周杰倫的《止戰之殤》？” (中国語). 2021年4月9日閲覧。
5. ↑  网易 (2019年6月14日). “周杰伦的《外婆》火了15年，却没人了解其中的含义，原因很讽刺”. www.163.com. 2021年5月18日閲覧。